# Янго-Аул
Янго-Ау́л (тат. Яңа-Авыл, ног. Янъы-Аул) — упразднённый посёлок, вошедший в состав Ленинского района города Астрахани в 1957 году.

## География
Янго-Аул занимает юго-западную оконечность острова, образованного реками Прямая и Кривая Болда. К северо-западу от него располагается бывший посёлок Свободный, также вошедший в городскую черту, к востоку — садовые товарищества «Болдинское», «Ивушка», «Лилия», «Портовик», «Прожектор» и другие. Расстояние до центра Астрахани по прямой составляет немногим меньше 7 километров, по автодорогам — около 10.

## Инфраструктура
Район преимущественно застроен частным сектором, имеется небольшой квартал многоквартирных домов советского периода, расположенный между Дальней и Валдайской улицами. На территории Янго-Аула работают городские школы № 3 и 71, несколько супермаркетов Магнит и Пятерочка.

## Транспорт
Янго-Аул связан с другими частями города автобусным маршрутом № 19с и 19н